# إيلي رودريغيز
إيلي رودريغيز (بالإنجليزية: Ellie Rodríguez)‏ هو لاعب كرة قاعدة أمريكي، ولد في 24 مايو 1946 في Fajardo, Puerto Rico ‏ في الولايات المتحدة.

## وصلات خارجية
- إيلي رودريغيز على موقعبيزبول رفرنس.كوم (الدوري الرئيسي) (الإنجليزية)
- إيلي رودريغيز على موقعبيزبول رفرنس.كوم (الدوري الثانوي) (الإنجليزية)
- إيلي رودريغيز على موقع مشجعي الرسوم البيانية (الإنجليزية)